# 鲍里斯·贝克尔
鲍里斯·贝克尔（德語：Boris Becker，1967年11月22日—），德國前職業網球運動員，單打最高世界排名第一，六座大滿貫得主，國際網球名人堂成員。
貝克与同时代的另一位德国网球女子传奇格拉芙联手创造了德国网球空前优异的黄金年代，尤其1989年温布尔登网球锦标赛和美国网球公开赛均双双封王封后是德国体育史上最经典的美好回忆之一，因此外号叫做德國金童。

## 網球生涯
1984年，碧加正式以職業球員身份，參加ATP職業賽（Grand Prix和WCT）。
1985年，他首先在作為溫布頓熱身賽的皇后會草地賽男單比賽先拔頭籌，奪得個人首個ATP男單冠軍，繼而他在溫布頓（成年組）殺入男單決賽，击败了凯文·柯伦（Kevin Curren）首奪大滿貫男單錦標 ，以17歲又8個月之齡一度成為最年輕大满贯成年組男單冠軍，他比當年溫布頓（青少年組）男單冠軍得主莱昂纳多·拉瓦列更年輕。除了皇后會和溫布頓的草地背靠背男單冠軍外，他還贏得辛辛那堤的超九賽男單冠軍，令他在參加職業比賽不足2年時間，ATP單打排名已達至第六。
獨霸80年代下半期男子網球的藍道正是他第一個宿敵，年長7.5歲的後者稍微領先對賽（貝克 10-11 伦德尔 （页面存档备份，存于），不過在兩者共同進入決賽爭冠的大滿貫男單比賽中，贝克尔全數三次取勝，更巧的是來自三個不同的大滿貫比賽——1986年溫布頓、1989年美網和1991年澳網。 
1986年，他以直落三盤（比分: 6-4, 6-3, 7-5）打敗如日中天的球王伦德尔，成功衛冕溫布頓男單錦標 ，也是公開賽年代中最年輕的大滿貫衛冕男單冠軍。這年，他共奪得芝加哥、溫布頓、蒙特利爾/多倫多、悉尼室內賽、東京室內賽、巴黎室內賽共6個男單冠軍，在年終大師賽决賽僅敗於當時霸主蘭度獲得亞軍 
，ATP單打年終排名第二。
1987年，他取得印第安泉、米蘭、皇后會三站男單錦標。作為兩度衛冕冠軍，卻在溫布頓男單第二輪意外敗於名不經傳的澳洲球員Peter Doohan，無緣三連冠 。該年他的ATP單打年終排名為第五位。
同代之中，他和瑞典紳士埃德贝里是對偉大的宿敵，兩者均是發球上網型球員，更是當時溫布頓草地賽的最有力競爭者； 雖然他和後者的對賽成績處於絕對優勢（貝克 25-10 埃德贝里 （页面存档备份，存于）），不過在兩者共同進入決賽爭冠的溫布頓男單比賽中，貝克只贏了連續三次（1988–1990年）決賽的其中一次。
1988年，他全年取得印第安泉、達拉斯 WCT、皇后會、印第安納波利斯、東京室內賽、斯德哥爾摩、年終大師賽共7項男單冠軍，以及協助西德再奪戴维斯杯（參看戴维斯杯一段落）。他亦第三度打入溫布頓男單决賽，但敗於他一生的宿敵埃德贝里，屈居亞軍。這年也是他生涯奪冠最多的一年，但由於缺席澳網，以及在法網和美網戰績不佳（分别是第四圈和第二圈），年終排名屈居在韋蘭德、蘭度和阿格西之下，只排第四。
1989年，他已有追趕伦德尔之勢，他比伦德尔多奪得一個大满贯男單冠軍，卻因為伦德尔的整年表現更出色而未能挑戰其ATP單打世界第一和年終世界第一的位置，只能屈居年終排名第二。當年，他分别击败了埃德贝里和伦德尔，接連夺得溫布頓和美网男单冠军。同年，他協助西德奪得世界團體盃冠軍，並協助西德衛冕戴维斯杯，這年優異表現令他奪得ITF世界冠軍和ATP年度球員。
1990年，和上年一樣，他又奪得5個男單冠軍：布魯塞爾、史特加室內賽、印第安納波利斯、悉尼室內賽、斯德哥爾摩；但同樣的惡運又降臨他身上，溫布頓男單决賽被埃德贝里復仇成功，只獲亞軍，值得一提的是，決賽一度打成盤數2比2，而決勝盤他曾領先局數3比1，但艾特堡迅速回破並最終反勝。 鑑於後者在巡迴賽有更突出表現，後者最終奪得ATP單打年終世界第一，而他只能連續第二年屈居年終排名第二。
1991年，他又在澳网男单決賽击败了伦德尔，並首次夺得澳网男单冠军，同時粉碎了伦德尔澳網三連冠美夢 。並且在ATP積分上追貼艾特堡，並把去年年終球王的後者趕下王座，並取而代之，首度登上世界排名第一位置三周。但之後，他又快速地被艾特堡從球王寶座上扯了下來。同年七月，他在溫布頓男單比賽連續四年闖進決賽，雖然最後輸給同胞史迪治僅獲得亞軍，但足以令他在積分上再次超過艾特堡，重回王座。艾特堡也不甘後人，在九月的美網男單決賽，艾特堡擊退佔主場之利的古里亞 ，在讓出王位九周之後又從他手裡奪回了寶座。此後艾特堡再沒有給碧加任何機會，把世界第一的排名牢牢的握在手中，令他無緣1991年年終球王，甚至跌至年終第三。
碧加就曾經說過，艾特堡是自己職業生涯最大的對手。正是艾特堡的存在，粉碎了他成為網壇霸主的夢想和希望，他也因為艾特堡的登頂而無緣ATP男單年終第一。
他曾短暫地登上單打世界排名第一位； 碧加生涯也只有十二週登上世界排名第一，成為公開賽年代中生涯奪得過6個或以上大滿貫男單錦標，卻未能成為ATP單打年終球王的唯一球員，這是由於他的花邊新聞較多，其私生活大大影響其對職業網球生涯的專注力。1990年代以來，他又受到新一代的球員如山普拉斯等挑戰，所以踏入90年代，他在大滿貫只曾奪得過2次澳網男單冠軍。即使宿敵艾特堡在1993年後沒落，他也未能一統江湖，如日中天的森柏斯更多次在溫布頓和年終賽粉碎了他的冠軍夢。不過，正因為他長期不在世界第一，反而令他生涯多次擊敗時任第一球員（包括7次擊敗蘭度、3次擊敗艾特堡、3次擊敗古里亞和4次擊敗森柏斯，這4人在1980–90年代合共壟斷686週ATP單打世界第一）。
1992年，他和同胞史迪治合作，在紅土場取得巴塞罗那奥运会網球男子双打項目金牌。單打方面，他在澳網男單第三輪，爆冷被過氣球王馬克安諾以直落三盤淘汰，宣告衛冕失敗。季中，他奪得布魯塞爾、鹿特丹、巴塞爾、巴黎室內賽、ATP年終賽共5個ATP男單冠軍；他對戰當年澳网和法網男单冠军兼年終球王古里亞，三戰全勝，包括布魯塞爾和ATP年終賽两站比賽的男单決賽。
1993年，他只奪得2個小型比賽的男單冠軍（多哈、米蘭）；大滿貫男單方面，只有在溫布頓殺入準決賽，負於最後冠軍森柏斯，而在其他三大滿貫均未能突破第四輪關口。他的ATP單打年終排名自1985年以來，首次跌破前十（第11名）。
1994年，他又奪得米蘭、洛杉磯、紐黑文、斯德哥爾摩共四站男單冠軍，但他缺席了該年澳網和法網比賽，在美網首圈出局，僅在溫布頓男單比賽殺入準決賽，敗於伊雲尼斯域，他在ATP年終賽分組賽擊敗森柏斯，但決賽再與後者相遇，落敗而回屈居亞軍。不過，由於森柏斯和阿加斯過分壟斷當年男子網壇，所以整季成績平平的他，仍能在ATP單打年終排名位處第三。
1995年，他第7度也是最後一次打入溫布頓男單決賽，在領先一盤下敗於當時的網壇霸主森柏斯。另外，當年他奪得馬賽舉行的13公開賽和ATP年終賽男單冠軍，他在年終賽決賽擊敗了年輕的張德培，第五次也是最後一次奪得項該賽事冠軍 。他當年也打入過兩次大師賽男單決賽，分別在蒙地卡羅大師賽敗於當年在紅土場幾乎無敵的梅士達 ，以及巴黎室內賽敗於森柏斯；該年，他的單打年終排名也僅次這兩人，以及季初表現突出的阿加斯，排名第四。
1996年，28–29歲的他奪得澳網和大滿貫盃在內的5個ATP男單冠軍：1月的澳网男单決賽，他击败了張德培，第二次夺得澳网男单冠军 
，这也是他的第六个亦是最後大满贯男单冠军头衔；賽季中，他又在皇后會、維也納、史特加室內賽三站比賽獲得男单冠军，三個决賽分别擊敗艾特堡、Jan Siemerink和森柏斯；12月，他捧得大满贯盃。同年的ATP年終賽又重演2年前的結局 ~ 分組賽擊敗森柏斯，但決賽敗於後者，失落冠軍，值得一提的是這場決賽中，雙方在五盤大戰中合共打出三盤「搶七大戰」，場面十分精彩刺激 
。當年也是他重現光芒的一年，不過雖然他奪得包括澳網在內五個冠軍，但他也缺席了法網和美網，在溫布頓男單比賽也只打入第三輪，所以相比前兩年，年排終名下降至第六名。可是之後直到退役前夕的三年內，他再沒有佳作。
1999年，他最後一次参加溫布頓，在男单第4轮被拉夫特淘汰，他同時亦宣佈退役，結束了16年的職業網球生涯。溫布頓是见证碧加成功的地方，他曾经三次在此问鼎，用他的话说溫布頓带给他的不仅仅是冠军头衔，他在这里渡过了人生最好的时期。

## 退役後生活
退役后，他依然从事着他最爱的网球事业； 他在德国网球协会中发挥着重要的作用，致力培养更多的网坛新星。他亦曾任塞尔维亚网球巨星喬科維奇的教练，2016年12月8日，喬科維奇宣布與鲍里斯·贝克尔合作結束。
2017年6月21日，他因無力償債，被英國法院頒令破產。
2022年4月29日，他因在宣布破產後非法轉移大量資金和隱藏資產，而被判處2.5年監禁。

## 技術分析
碧加是一名以發球上網為主的網球運動員，正手力量和發球強勁，是1980–90年代的男子力量型網球代表。
草地和硬地等快速場地是他最善長比賽的場地，室內賽的表現亦非常突出；1985–96年間，他曾7次殺入溫布頓男單決賽，8次殺入年終賽決賽。
他擁有1.90米的身高、良好發球能力和正手力量在這些快場絕對優勢，所以他能夠在不足20歲之齡衛冕溫布頓男單錦標。
相對而言，其打法著重發球上網多於底線抽擊，故他泥地場的成績不如草地和硬地賽事突出，因此他從未染指包括法網在內的紅土泥地賽事的ATP巡迴賽單打冠軍，但他曾三次打入法網男單準決賽（1987年、1989年、1991年）。
他的招牌動作是魚躍式救球。

## 大满贯

### 男單冠軍（6）
| 年份 | 比賽   | 場地 | 決賽對手 | 對手國籍     | 勝方比分             |
| ---- | ------ | ---- | -------- | ------------ | -------------------- |
| 1985 | 溫布頓 | 草地 | 柯伦     | 南非 / 美国  | 6-3, 64-7, 7-63, 6-4 |
| 1986 | 溫布頓 | 草地 | 藍道     | 捷克斯洛伐克 | 6-4, 6-3, 7-5        |
| 1989 | 溫布頓 | 草地 | 艾德伯格 | 瑞典         | 6-0, 7-61, 6-4       |
| 1989 | 美网   | 硬地 | 伦德尔   | 捷克斯洛伐克 | 7-62, 1-6, 6-3, 7-64 |
| 1991 | 澳网   | 硬地 | 伦德尔   | 捷克斯洛伐克 | 1-6, 6-4, 6-4, 6-4   |
| 1996 | 澳网   | 硬地 | 張德培   | 美国         | 6-2, 6-4, 2-6, 6-2   |

### 男單亞軍（4）
| 年份 | 比賽   | 場地 | 決賽對手 | 對手國籍 | 勝方比分                |
| ---- | ------ | ---- | -------- | -------- | ----------------------- |
| 1988 | 溫布頓 | 草地 | 埃德贝里 | 瑞典     | 4-6, 7-62, 6-4, 6-2     |
| 1990 | 溫布頓 | 草地 | 埃德贝里 | 瑞典     | 6-2, 6-2, 3-6, 3-6, 6-4 |
| 1991 | 溫布頓 | 草地 | 史迪治   | 德国     | 6-4, 7-64, 6-4          |
| 1995 | 溫布頓 | 草地 | 山普拉斯 | 美国     | 65-7, 6-2, 6-4, 6-2     |

## ATP年終賽

### 冠軍（3）
| 年份 | 舉行地點     | 搭擋   | 决賽對手     | 勝方比分                |
| ---- | ------------ | ------ | ------------ | ----------------------- |
| 1988 | 美國紐約     | 伦德尔 | 捷克斯洛伐克 | 5-7, 7-6, 3-6, 6-2, 7-6 |
| 1992 | 德國法蘭克福 |        | 美国         | 6-4, 6-3, 7-5           |
| 1995 | 德國法蘭克福 | 張德培 | 美国         | 7-6, 6-0, 7-6           |

### 亞軍（5）
| 年份 | 舉行地點     | 搭擋     | 决賽對手     | 勝方比分                |
| ---- | ------------ | -------- | ------------ | ----------------------- |
| 1985 | 美國紐約     | 伦德尔   | 捷克斯洛伐克 | 6-2, 7-6, 6-3           |
| 1986 | 美國紐約     | 伦德尔   | 捷克斯洛伐克 | 6-4, 6-4, 6-4           |
| 1989 | 美國紐約     | 埃德贝里 | 瑞典         | 4-6, 7-6, 6-3, 6-1      |
| 1994 | 德國法蘭克福 | 桑普拉斯 | 美国         | 4-6, 6-3, 7-5, 6-4      |
| 1996 | 德國漢諾威   | 桑普拉斯 | 美国         | 3-6, 7-6, 7-6, 6-7, 6-4 |

## 奧運會

### 男雙金牌（1）
| 年份 | 比賽           | 場地 | 搭檔               | 決賽對手                                | 勝方比分           |
| ---- | -------------- | ---- | ------------------ | --------------------------------------- | ------------------ |
| 1992 | 巴塞隆納奧運會 | 紅土 | 施蒂希 · （ 德国） | 費雷拉（ 南非） · Piet Norval （ 南非） | 7-6, 4-6, 7-6, 6-3 |

## ATP巡迴賽

### 單打

#### 冠軍（49）
- 1985年 (3) - 女王杯、溫布頓、辛辛纳提A
- 1986年 (6) - 芝加哥、溫布頓、多倫多-2（加拿大公開賽）A、悉尼室內賽、東京-2（東京室內賽）A、巴黎A
- 1987年 (3) - 印第安泉A、米蘭、皇后會
- 1988年 (7) - 印第安泉A、達拉斯 WCT（WCT總决賽）、皇后會、印第安納波利斯（RCA錦標賽）、東京-2（東京室內賽）A、斯德哥爾摩A、年終大師賽
- 1989年 （页面存档备份，存于） (5) - 米蘭、費城（美國職業室內賽）、溫布頓、美網、巴黎A
- 1990年 (5) - 布魯塞爾（Dannay 室內錦標賽）、史图加特-1（歐卡公開賽）、印第安納波利斯（RCA錦標賽）、悉尼-2（悉尼室內賽）、ATP斯德哥爾摩1000大師賽A
- 1991年 (2) - 澳網、ATP斯德哥爾摩1000大師賽A
- 1992年 (5) - 布魯塞爾（Dannay 室內錦標賽）、鹿特丹、巴塞爾（大衛杜夫瑞士室內賽）、ATP巴黎1000大師賽A、ATP年終賽
- 1993年 (2) - 多哈（卡塔爾埃克森美孚公開賽）、米蘭
- 1994年 (4) - 米蘭、洛杉磯（太平洋西南錦標賽）、紐黑文（富豪集團國際賽）、ATP斯德哥爾摩1000大師賽A
- 1995年 (2) - 馬賽、ATP年終賽
- 1996年 (5) - 澳網、皇后會、維也納（奧地利銀行-Creditanstalt 冠軍賽）、ATP史图加特1000大師賽A、慕尼黑大滿貫盃

^  注解A：為超9賽 / ATP大師賽（共14項冠軍）

#### 亞軍（28）
- 1985年 (2) - 溫布萊（前溫布萊職業錦標賽）、年終大師賽
- 1986年 (3) - 達拉斯、斯卓頓山（富豪集團國際賽）、年終大師賽
- 1987年 (1) - 辛辛纳提
- 1988年 (1) - 溫布頓
- 1989年 (2) - 蒙特卡洛、年終大師賽
- 1990年 (5) - 漢堡B、皇后會、溫布頓、東京室內賽、巴黎室內賽B
- 1991年 (3) - 蒙特卡洛B、溫布頓、印第安納波利斯
- 1993年 (1) - 印第安納波利斯
- 1994年 (3) - 羅馬B、悉尼室內賽、ATP年終賽
- 1995年 (4) - 米蘭、蒙特卡洛B、溫布頓、巴黎室內賽B
- 1996年 (1) - ATP年終賽
- 1998年 (1) - 瑞士公開賽（格斯塔德）
- 1999年 (1) - 香港沙龍公開賽

^  注解B：為ATP大師賽 （共6項亞軍）

### 雙打冠軍（15）
- 1984年 (1) - 慕尼黑
- 1986年 (2) - 布魯塞爾、悉尼室內賽
- 1987年 (3) - 布魯塞爾、米蘭、法蘭克福
- 1988年 (2) - 印第安泉、米蘭
- 1989年 (1) - 印第安泉
- 1990年 (1) - 印第安泉C
- 1992年 (3) - 布魯塞爾、蒙地卡羅C、巴塞隆拿奧運會
- 1993年 (1) - 多哈
- 1995年 (1) - 米蘭

^  注解C：為ATP大師賽 （共2項冠軍）
- 碧加和同胞史迪治在巴塞罗那奥运会網球男子雙打比賽（紅土球場）奪標過程:

| 巴塞隆拿奧運會 - 網球男雙 搭擋: 施蒂希 | 巴塞隆拿奧運會 - 網球男雙 搭擋: 施蒂希 | 巴塞隆拿奧運會 - 網球男雙 搭擋: 施蒂希 | 巴塞隆拿奧運會 - 網球男雙 搭擋: 施蒂希 | 巴塞隆拿奧運會 - 網球男雙 搭擋: 施蒂希 |
| 回合                                   | 對手                                   | 比分                                   | 戰果                                   |                                        |
| -------------------------------------- | -------------------------------------- | -------------------------------------- | -------------------------------------- | -------------------------------------- |
| 32強賽                                 | Karim Alami 艾诺伊                     | 對手棄權                               | 勝                                     |                                        |
| 16強賽                                 | Tasos Bavelas Constantinos Efremoglou  | 6-3, 6-1, 6-4                          | 勝                                     |                                        |
| 八強賽                                 | 塞尔希奥·卡萨尔 [3] Emilio Sanchez     | 6-3, 4-6, 7-6, 5-7, 6-3                | 勝                                     |                                        |
| 半决赛                                 | 哈维尔·弗拉纳 [7] Christian Miniussi   | 7-6, 6-2, 6-7, 2-6, 6-4                | 勝                                     |                                        |
| 决赛                                   | 費雷拉 [4] Piet Norval                 | 7-6, 4-6, 7-6, 6-3                     | 勝 - 金牌                              |                                        |

### 團體

#### 世界團體盃
- 1989年冠軍

#### 戴维斯杯
除了職業賽事成就突出外，鲍里斯·贝克尔在戴维斯杯的成績亦十分出眾；他是80年代西德隊台維斯盃的主力成員。
鲍里斯·贝克尔在以球員身份，協助西德奪得1988年和1989年戴维斯杯冠軍。
- 1988年決賽勝瑞典4:1
- 1989年決賽勝瑞典3:2
- 按：台維斯盃是一年一度男子網球的世界團體錦標賽，是國際網球比賽中最高水平的團體賽。

## 歷年世界排名

### ATP單打年終世界排名
| 年份                     | 83  | 84 | 85 | 86 | 87 | 88 | 89 | 90 | 91 | 92 | 93 | 94 | 95 | 96 | 97 | 98 | 99  |
| ------------------------ | --- | -- | -- | -- | -- | -- | -- | -- | -- | -- | -- | -- | -- | -- | -- | -- | --- |
| ATP男子單打 年終世界排名 | 563 | 66 | 6  | 2  | 5  | 4  | 2  | 2  | 3  | 5  | 11 | 3  | 4  | 6  | 62 | 69 | 131 |

### 12週ATP單打世界排名第一
| 球王任期                      | 前任球王 | 繼任球王 | 連續週數 | 累積週數 |
| ----------------------------- | -------- | -------- | -------- | -------- |
| 1991年1月28日 - 1991年2月17日 | 艾德伯格 | 埃德贝里 | 3週      | 3週      |
| 1991年7月8日 - 1991年9月8日   | 埃德贝里 | 埃德贝里 | 9週      | 12週     |

## 外部連結
- 國際網球名人堂 - 鲍里斯·贝克尔個人資料
- Official Site of Boris Becker Sports & Boris Becker Tennis （页面存档备份，存于）
- 鲍里斯·贝克尔（英文/西班牙文）的官方資料
- 鲍里斯·贝克尔的國際網球總會 職業／青少年 官方資料（英文）
- 鲍里斯·贝克尔的官方資料（英文）